# Lacapelle-Livron
Lacapelle-Livron è un comune francese di 193 abitanti situato nel dipartimento del Tarn e Garonna, nella regione dell'Occitania.

## Società

### Evoluzione demografica
Abitanti censiti